# Titoli di cortesia nel Regno Unito
Un titolo di cortesia è una forma di indirizzo nei sistemi di nobiltà usati per i bambini, ex mogli e altri parenti stretti di un pari, così come alcuni funzionari come alcuni giudici e membri della nobiltà scozzese. Questi stili sono usati "per cortesia" nel senso che i parenti, i funzionari e gli altri non detengono essi stessi titoli sostanziali. Ci sono diversi tipi di titoli di cortesia nel peerage britannico.

## Figli di pari

### Titoli di cortesia

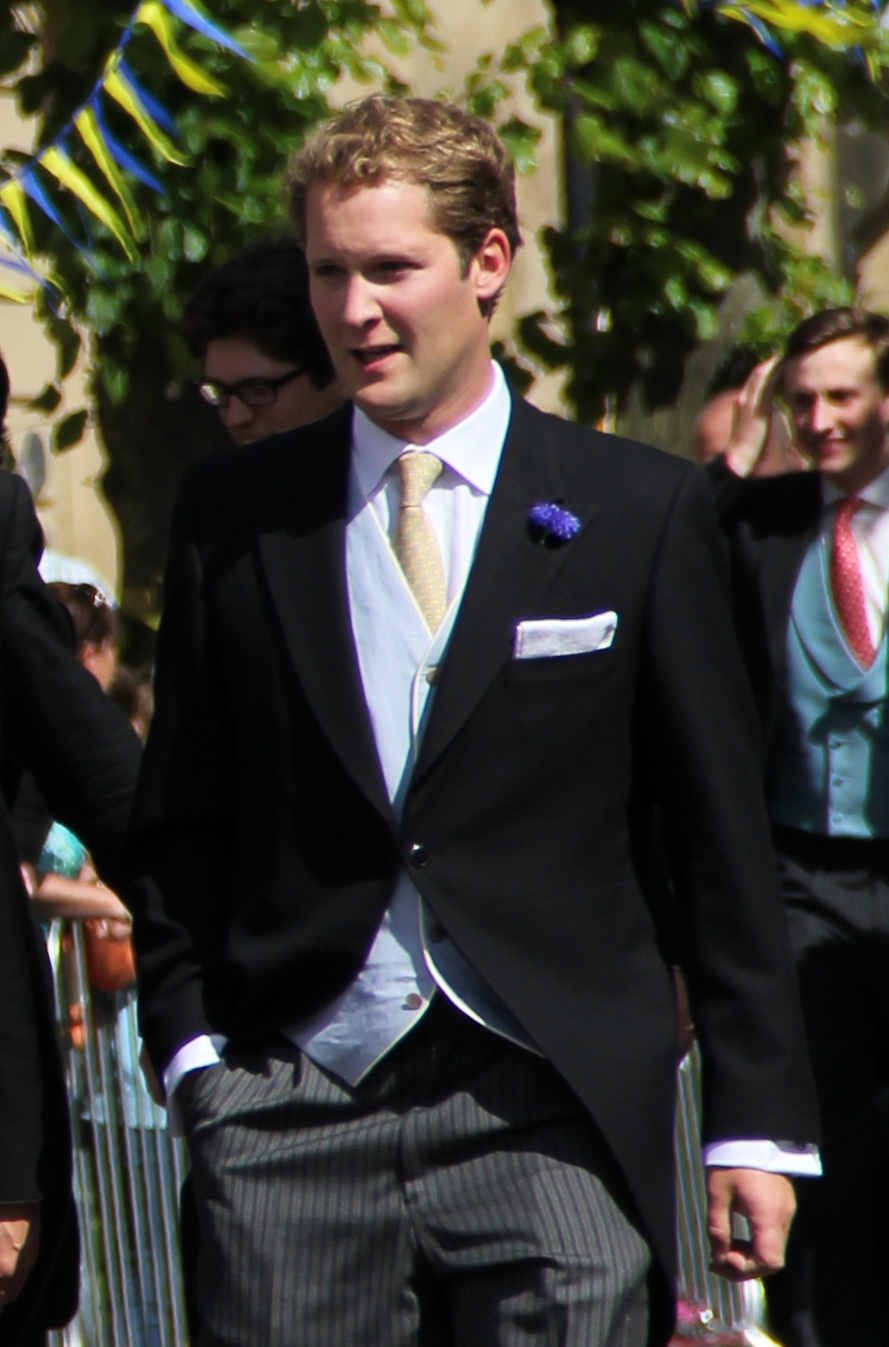
Il figlio del corrente Duca di Northumberland utilizza il titolo di cortesia Conte Percy

Il figlio dell'attuale Duca di Northumberland è indirizzato dal titolo di cortesia di Earl Percy.
Se un pari di uno dei primi tre gradi del pari (un duca, un marchese o un conte) ha più di un titolo, il figlio maggiore - lui stesso non un pari - può usare uno dei titoli minori di suo padre "per cortesia". Tuttavia, il padre continua ad essere il detentore sostanziale del titolo maggiore, e il figlio sta usando il titolo solo per cortesia.
Se il figlio maggiore di un duca o marchese ha un figlio maggiore, può usare un titolo ancora più basso, se ne esiste uno. Nei documenti legali il titolo di cortesia è implicito ma non utilizzato direttamente, ad es. viene quindi indicato il nome della persona "comunemente chiamato [titolo]".
Ad esempio, il Duca di Norfolk è anche conte di Arundel e Barone Maltravers. Il suo figlio maggiore è quindi designato "Conte di Arundel" (senza l'articolo definito "The" che indica un titolo sostanziale). Il figlio maggiore di Lord Arundel (se ne avesse uno durante la vita di suo padre) sarebbe in stile "Barone Maltravers". Tuttavia, solo il Duca di Norfolk è in realtà un pari; suo figlio Lord Arundel e il suo ipotetico nipote Lord Maltravers non lo sono.
I titoli di cortesia sono usati solo dal figlio maggiore più anziano del pari e dal figlio maggiore primogenito del figlio maggiore, e così via. Gli altri discendenti non sono autorizzati a utilizzare i titoli sussidiari del pari. Solo l'erede apparente (ed erede apparente dell'erede, e così via) può usarli. Un presunto erede (ad esempio, un fratello, un nipote o un cugino) non utilizza un titolo di cortesia. Tuttavia, la pratica scozzese permette allo stile Master di essere presunto da un erede e anche da un erede apparente; per esempio, il fratello dell'attuale marchese di Tweeddale ha il titolo di Master di Tweeddale.
Le mogli hanno il diritto di usare la forma femminile dei titoli di cortesia dei loro mariti. Così, la moglie di un conte di Arundel sarebbe stata designata "Contessa di Arundel" (ancora, senza l'articolo).
I titolari di titoli di cortesia non hanno, al Tribunale di St. James, il titolo preceduto dall'articolo determinativo "The" (che è sempre scritto con la lettera maiuscola "T"): ad esempio, "Earl of Arundel" piuttosto che "The Earl di Arundel".

### Prefisso di cortesia di "Lord"
Un'altra forma di titolo di cortesia è il prefisso onorifico di "Lord" prima del nome. Questo titolo di non-nobiltà è riservato ai figli minori di duchi e marchesi. Il titolo di cortesia viene aggiunto prima del nome e del cognome della persona, come nell'esempio di Lord Randolph Churchill, sebbene l'uso della conversazione abbassi il cognome sul riferimento secondario. Il titolo persiste dopo la morte del padre del titolare, ma non è ereditato da nessuno dei suoi figli. La moglie del titolare ha diritto alla forma femminile del titolo del marito, che assume la forma di "Lady", seguita dal nome e dal cognome del marito, come nell'esempio di Lady Randolph Churchill. Il titolare è indicato come "Lord Randolph" e sua moglie come "Lady Randolph".

### Prefisso di cortesia “Lady”
Il prefisso onorifico di "Lady" è usato per le figlie di duchi, marchesi e conti. Il titolo di cortesia viene aggiunto prima del nome della persona, come nell'esempio Lady Diana Spencer. Perché è solo una cortesia senza implicazioni legali, l'onorifico persiste dopo la morte del padre del detentore, ma non è ereditato dai suoi figli.
La moglie di una donna con un titolo onorifico non detiene alcun titolo di cortesia in diritto del coniuge. Nemmeno il marito di una donna o un uomo con un titolo qualsiasi (incluso il marito di un pari).

### Prefisso di cortesia di "The Honorable"
I figli minori dei conti, insieme a tutti i figli e figlie di visconte, baroni e  lord del parlamento, ricevono lo stile di cortesia de "L'onorevole" prima del loro nome. Questo è solitamente abbreviato in "The Hon.". Il titolo persiste dopo la morte del padre del titolare, ma non può essere ereditato dai figli del titolare. È usato solo in riferimento a terze persone, non nel parlare alla persona.

## Eredità indiretta
Occasionalmente, un peer riesce a divenire un pari con la morte di un parente che non è uno dei suoi genitori. Quando ciò accade, i parenti del nuovo peer possono essere autorizzati a utilizzare i titoli di cortesia o gli stili che sarebbero stati loro accordati se il nuovo peer avesse avuto successo in un genitore o nonno nel titolo.
Ad esempio, Rupert Ponsonby, 7 ° barone di Mauley, è succeduto a suo zio nel 2002. Suo fratello George non ha avuto alcun titolo, dal momento che il loro padre era solo il figlio minore di un pari e non era mai effettivamente il Barone di Mauley. Tuttavia, nel 2003, George è stato concesso, dalla regina Elisabetta II, lo stile e la precedenza sarebbe stato il suo, se suo padre fosse sopravvissuto per ereditare la baronia, diventando The Honourable George Ponsonby. La precedenza in tali circostanze è solitamente garantita ma non automatica.

## Titolo di Cortesia Laird
Laird è un titolo di cortesia che si applica al proprietario di alcune proprietà scozzesi di lunga data; il titolo è allegato alla tenuta. Tradizionalmente, un laird è formalmente disegnato nel modo evidente sulla lapide del 1730 in un cimitero scozzese. Si legge: "The Much Honored [nome (John)] [Cognome (Grant)] Laird of [Lairdship (Glenmoriston)]". La sezione dal titolo Scottish Feudal Baronies in Debrett afferma che l'uso del prefisso "The Much Hon." è "corretto", ma che "la maggior parte dei lairds preferisce il nome disadorno e la designazione territoriale". La moglie di un Laird è tradizionalmente concessa il titolo di cortesia di Lady.

### Suffisso di cortesia di "Younger"
Una forma di titolo di cortesia concesso è il suffisso di "The Younger" (scritto anche come Yr o yr) alla fine del nome. Questo titolo è concesso all'Erede Apparente di un Laird (Signore) ed è posto alla fine del suo nome (esempio: Mr John Smith di Edinburgh, Younger). La moglie di un giovane può collocare il titolo alla fine del suo nome. Il titolare è indicato come il più giovane (esempio: The Younger of Edinburgh).

### Prefisso di cortesia di "Maid"
Il prefisso di cortesia di "Maid" è concesso alla figlia maggiore di un Laird (Lord). Se la figlia maggiore è anche l'erede presunta, può detenere il titolo "Younger" o il titolo "Maid". Il titolo è consueto e non viene fornito automaticamente. Il titolo è posto alla fine del nome (esempio: Miss Ali Joy, Maid of Newcastle). Il titolare è indicato come "The Maid of Lairdship".

## Moglie di un pari
La moglie di un pari è legalmente autorizzata ai privilegi del peerage: si dice che abbia una "proprietà di vita" nella dignità del marito. Così la moglie di un duca è intitolata una "duchessa", la moglie di un marchese una "marchesa", una moglie di un conte, una "contessa", la moglie di un visconte una "viscontessa" e la moglie di un barone una "baronessa". Nonostante sia definita una "peeress", non è un pari di per sé: questo è uno "stile" e non un titolo sostanziale. Tuttavia, questo è considerato un titolo legale, a differenza dei titoli sociali dei figli di un pari.
Le mogli dei figli maggiori dei pari mantengono i loro titoli sulla stessa base dei loro mariti, cioè per cortesia. Così la moglie del marchese di Douro è conosciuta come la "Marchesa di Douro".

## Mariti
Nel caso di una donna che è un pari sostanziale nel suo stesso diritto, per successione o per prima creazione (vale a dire la nobilitazione, più comunemente negli ultimi tempi sotto il Life Peerage Act 1958), il marito non acquisisce alcuna distinzione in diritto di sua moglie. Quindi, il marito della Baronessa Bottomley di Nettlestone non ha titolo di cortesia; fu semplicemente chiamato "Mr Peter Bottomley" fino a quando fu nominato cavaliere e divenne "Sir Peter Bottomley".
Nel 2013, c'era una proposta di legge di un membro privato della Camera dei Lord per consentire al coniuge di una donna che detiene un onore, se entra in società civile o in matrimonio, di assumere il titolo The Honourable. Questo disegno di legge è in fase di stallo e non è stato approvato dalla fine del Parlamento.

## Vedove
Se un principe o un pari muore, lo stile di sua moglie non cambia a meno che il nuovo pari non sia un uomo sposato (o una donna, se la successione lo consente); tradizionalmente la vedova vedova mette "Dowager" nel suo stile, cioè "The Most Hon.”. La marchesa di Londra" diventa "The Most Hon. La marchesa vedova di Londra".

## Mogli divorziate e vedove che si risposano
Era consuetudine per le donne con titoli più alti da un matrimonio conservarle anche in occasione di successivi matrimoni. Come Lord Macnaughten ha messo nel caso di Conte Cowley contro Contessa Cowley [1901] AC 450: "... tutti sanno che è una pratica molto comune per le peeresses (non essere peeresses di per sé) dopo aver sposato i commoners per mantenere titolo perso da questo matrimonio, non è una questione di diritto, è solo una questione di cortesia e permesso dagli usi della società ". Il tribunale di divorzio, nel caso di cui sopra, ha concesso al conte un'ingiunzione che impediva alla sua ex moglie di usare il suo titolo; tuttavia ciò fu rovesciato dalla Court of Appeal, la cui decisione fu confermata dalla House of Lords, con la motivazione che i tribunali ordinari non avevano alcuna giurisdizione in materia di onore.
La stessa pratica è stata seguita dalle vedove che si sono risposate. Un esempio di spicco fu Catherine Parr, l'ultima moglie di Enrico VIII, che continuò ad essere conosciuta come la regina Caterina anche dopo il suo matrimonio con Lord Seymour di Sudeley (e, in effetti, contestò la precedenza con la moglie di suo cognato il Duca di Somerset su questa base). Questo uso si estinse più tardi nel ventesimo secolo e le donne che si risposano ora assumono normalmente un nuovo nome da sposati e non mantengono il loro precedente titolo.
Il 21 agosto 1996 il brevetto di lettere cambiava i titoli delle mogli divorziate dei principi britannici, privando le loro precedenti mogli dello stile di Sua Altezza Reale. Per questo motivo Sua Altezza Reale, la Principessa del Galles dopo il divorzio, divenne Diana, Principessa del Galles. Lo stesso accadde a Sua Altezza Reale, la Duchessa di York, che divenne Sarah, Duchessa di York.

## Unioni civili
Se un pari o un cavaliere entra in un’unione civile, il suo partner non ha diritto a un titolo di cortesia.

## Precedenze nei titoli di cortesia
I titoli di cortesia e gli stili di figli di pari sono sociali, non legali. Per questo motivo, nei documenti ufficiali, Lord John Smith viene spesso chiamato John Smith, Esq., Comunemente chiamato Lord John Smith; L'on. Mrs Smith si chiamerebbe Mary Jane, Mrs Smith, comunemente chiamata The Hon. Mary Jane Smith. Solo i colleghi presenti al Parlamento godono della precedenza legale. C'è, tuttavia, la precedenza ufficiale accordata alla Corte di San Giacomo che deriva dall'essere la moglie o il figlio di un pari, e alla quale sono associati stili sociali. Le mogli dei pari, tuttavia, sono delle pari e godono legalmente i loro titoli esattamente nello stesso modo delle loro stesse qualità.
I figli dei coetanei possono superare alcuni pari reali. Ad esempio, la figlia di un duca supera la contessa. Tuttavia, se la figlia di un duca sposa un conte, cade al grado di contessa, perché il suo titolo di cortesia è riassunto nel suo titolo sostanziale. Ma, se quella stessa figlia sposa una persona comune, conserva il suo grado. Se quella figlia sposa il figlio primogenito di un conte, sebbene possa essere un pari di cortesia, può mantenere il suo grado finché il figlio eredita la contea, quando deve scendere al grado di contessa.
In seguito alla creazione della Corte suprema del Regno Unito, i primi giudici di quella corte hanno tenuto dei peerages di vita e hanno continuato a detenerli. Tuttavia, il governo ha annunciato che i futuri incaricati non saranno creati pari, e il primo non-peer nominato alla Corte è stato Sir John Dyson. Al fine di evitare distinzioni tra i giudici scozzesi della Corte (che ricevono un titolo giudiziario), con decreto del 10 dicembre 2010, tutti i giudici della Corte suprema che non possiedono un titolo hanno diritto a un titolo giudiziario e mantengono lo stile ( un titolo di cortesia) per la vita. Quindi, Sir John Dyson è ora designato come Lord Dyson (invece di The Lord Dyson). Le mogli dei giudici di sesso maschile che non hanno un titolo di studio sono considerate come se fossero mogli di pari.
In Scozia, i senatori del Collegio di giustizia (giudici che siedono nella Corte di sessione) usano il titolo Lord o Lady insieme a un cognome o un nome territoriale. Tutti i senatori del collegio hanno The Honurable, prima dei loro titoli, mentre quelli che sono anche consiglieri o coetanei hanno l'onore di The Right Honurable. I senatori sono diventati consiglieri privati per la promozione alla Camera interna. Ad esempio, Alexander Wylie è conosciuto come The Honorable Lord Kinclaven, mentre Ronald Mackay è conosciuto come The Right Honorable Lord Eassie. Alcuni senatori detengono anche titoli di peerage, come The Rt Hon. Lady Clark of Calton, e questi sarebbero usati al posto dei titoli giudiziari.

## Titoli di cortesia professionali
Il titolo di "Dottore" (o l'abbreviazione "Dr") viene utilizzato come titolo di cortesia in un certo numero di campi da professionisti che non posseggono titoli di dottorato. È comunemente usato in questo modo da medici qualificati (eccetto i chirurghi) e da dentisti qualificati. Il Royal College of Veterinary Surgeons consente inoltre l'uso del "Dottore" come titolo di cortesia per i suoi membri.
Il titolo di Capitano è usato come titolo di cortesia dai comandanti della marina mercantile che non detengono il grado militare di capitano. È anche usato in un discorso orale per ufficiali di marina sotto il grado di capitano che sono al comando di una nave